# 트러스트 (2010년 영화)
《트러스트》(영어: Trust, 영어: trust_로 표현)는 미국에서 제작된 데이비드 슈위머 감독의 2010년 스릴러 드라마 영화이다. 클라이브 오언, 캐서린 키너, 리아나 리버라토, 제이슨 클라크, 바이올라 데이비스 등이 출연하였고, 아비 러너 등이 제작에 참여하였다.
2010년 9월 10일 제35회 토론토 국제 영화제에서 전 세계 최초로 상영되었으며, 2011년 4월 1일 미국에서 제한 상영을 시작하였다.
상업 측면에서는 성공하지 못했으나 대체로 좋은 평가를 받았다. 2010 시카고 국제 영화제에서 리아나 리버라토가 실버 휴고 여우상을 수상하였으며, 2011 도빌 미국 영화제 경쟁 부문에 올라 데이비드 슈위머가 특별 대상 후보로 지명되었다. 로저 이버트는 이 영화에 별 네 개 만점을 주었다.

## 줄거리
부모님 윌과 린에게서 14살 생일 선물로 랩톱을 받은 애니는 채팅방에서 16살 찰리를 알게 된다. 곧 찰리는 자신이 20대라고 밝히고, 두 달간 둘은 온라인을 통해 친밀해진다.
그러나 실제로 찰리를 만난 애니는 그가 실은 30대 후반 남성이라는 걸 알게 된다. 찰리는 애니를 모텔로 데려가 강간하고 이 과정을 촬영하는데…

## 출연
- 클라이브 오언 - 윌 역
- 캐서린 키너 - 린 역
- 리아나 리버라토 - 애니 역
- 제이슨 클라크 - 더그 테이트 역
- 바이올라 데이비스 - 게일 프리드먼 역
- 크리스 헨리 코피 - 그레이엄 웨스턴 역
- 조이 레빈 - 브리트니 역
- 노아 에머릭 - 앨 하트 역
- 니콜 포레스터 - 수재나 역
- 브랜던 몰랄레
- 노아 크로퍼드
- 조던 트로빌리온
- 고든 마이클스
- 론 코지
- 사랍 카무
- 월리스 브리지스
- 맥스 배싯
- 데니스 부지셰프스키
- 새뮤얼 메도스
- 자일스 키
- 개릿 라이언
- 숀 로저스
- 니콜 핸슨
- 재클린 포턴
- 켈리 조 스위니
- 리즈 러캐스
- 카일 클래링턴
- 조환 웨스트모얼랜드
- 스콧 조엘 기지키
- 재니 레어드

## 기타 제작진
- 공동 제작: 윌 프렌치, 스티븐 로버츠
- 미술: 마이클 쇼
- 세트: 제임스 V. 켄트
- 분장팀: 로리 커퍼틸리, 지넷 모리아티, 린다 리추토
- 제작 관리: 러네이 베슨, 에드 커셀 3세, 토드 길버트, 크리스티나 바롯시스
- 조감독: 글렌 트로티너